# Stiftung (Frankreich)
In Frankreich ist die Stiftung eine seit Jahrhunderten bekannte und historisch verwurzelte Einrichtung. Durch das Loi Le Chapelier wurden Stiftungen von 1791 bis 1983 fast gänzlich verboten (Stiftungsverbot).

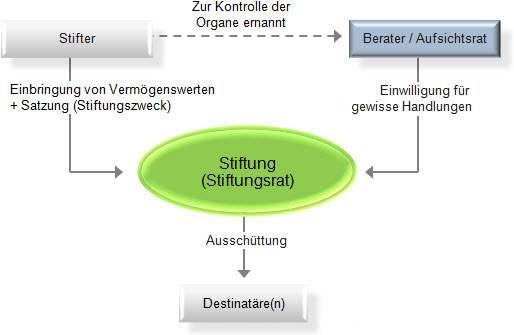
Organigramm Stiftung

## Anzahl der Stiftungstypen
| Stiftungstype (Auswahl)                                                                        | Anzahl   |
| ---------------------------------------------------------------------------------------------- | -------- |
| Fondation reconnues d’utilité publique (dt. Gemeinnützige Stiftungen bürgerlichen Rechts)      | ca. 570  |
| Fondation d’entreprise (Unternehmensstiftungen)                                                | ca. 280  |
| Fondation abritées / Fondation sous ègide (nicht rechtsfähige Stiftungen / Treuhandstiftungen) | ca. 1600 |

Jährlich werden in Frankreich durchschnittlich zehn Stiftungen neu gegründet. Seit der Änderung der rechtlichen Rahmenbedingungen 2003 und 2005 wurden die Gründungen etwas einfacher.

## Kirchliche Stiftungen
Während in den deutschsprachigen Ländern den kirchlichen Stiftungen eine wesentliche Bedeutung zukommt, ist diese in Frankreich fast bedeutungslos. Der Grund dürfte in der wesentlich stärker ausgeprägten Säkularisierung liegen.

## Fonds de Dotation
Diese Rechtsform wurde 2009 in Frankreich eingeführt und wird im Stiftungsverzeichnis geführt. Es handelt sich dabei um eine juristische Person zur Verwirklichung gemeinnütziger Zwecke oder der Unterstützung einer juristischen Person (ohne Erwerbszweck). Die Anzahl der jährlichen Neugründungen beträgt über 300.
Die Gründung des Fonds de Dotation erfolgt durch Erklärung gegenüber der zuständigen Präfektur (Préfecture). Dadurch, dass eine Zustimmung des Innenministeriums nicht erforderlich ist, ist die Gründung somit weitaus einfacher, als die Gründung einer Stiftung im engeren Sinn.

## Räumliche Verteilung
Über 50 % aller französischen Stiftungen sind auf die Region Île-de-France konzentriert.

## Stiftungsaufsicht
Die Aufsicht über gemeinnützige Stiftungen (Fondation reconnues d’ utilité publique) ist dem französischen Innenministerium übertragen, wobei weitere Ministerien hinzugezogen werden können. Die Stiftungsaufsicht wird unter anderem durch die zwingende Aufnahme von staatlichen Vertretern in den Stiftungsrat gesetzlich normiert und wahrgenommen.